# Phước Đông, Cần Đước
Phước Đông là một xã thuộc huyện Cần Đước, tỉnh Long An, Việt Nam.

## Địa lý
Xã Phước Đông nằm ở trung tâm huyện Cần Đước, có vị trí địa lý:
- Phía đông giáp các xã Long Hựu Đông, Long Hựu Tây và huyện Cần Giuộc
- Phía tây giáp thị trấn Cần Đước và các xã Tân Ân, Tân Chánh
- Phía nam giáp xã Tân Chánh và tỉnh Tiền Giang
- Phía bắc giáp xã Tân Lân.

Xã có diện tích 21,2 km², dân số năm 1999 là 13.780 người, mật độ dân số đạt 650 người/km².

## Hành chính
Xã Phước Đông được chia thành 7 ấp: 1, 2, 3, 4, 5, 6, 7.

## Lịch sử
Ngày 24 tháng 3 năm 1979, Hội đồng Chính phủ ban hành Quyết định 128-CP. Theo đó, chuyển ấp 8 thuộc xã Phước Đông về thị trấn Cần Đước mới thành lập.
Ngày 27 tháng 4 năm 2015, Bộ Xây dựng ban hành Quyết định 505/QĐ-BXD về việc công nhận thị trấn Cần Đước mở rộng (gồm thị trấn Cần Đước và một phần các xã Tân Lân, Phước Đông, Tân Ân, Phước Tuy) là đô thị loại IV.